# Черковна (Разградская область)
Черковна (болг. Черковна) — село в Болгарии. Находится в Разградской области, входит в общину Разград. Население составляет 126 человек.

## Политическая ситуация
Черковна подчиняется непосредственно общине и не имеет своего кмета.
Кмет (мэр) общины Разград — Денчо Стоянов Бояджиев (инициативный комитет) по результатам выборов в правление общины.